# Palazzo Roncas
Palazzo Roncas (pron. fr. AFI: [ʁɔ̃kas]; in francese Palais Roncas) è un edificio civile che si trova nel centro di Aosta.

## Storia
La costruzione di Palazzo Roncas ha inizio nel 1606 su committenza di Pierre-Léonard Roncas, primo segretario di stato del Duca di Savoia Carlo Emanuele I. Dopo circa un secolo, il Palazzo fu quindi venduto dagli eredi della famiglia Roncas al Ducato di Aosta.   
Successivamente, l'edificio divenne  sede dell’amministrazione sabauda, oltre che sede dei Balivi, degli Intendenti e della Prefettura (in età napoleonica), del tribunale e del Comando dei Carabinieri; va evidenziato comunque come i progressivi interventi di adattamento non ne abbiano modificato in modo sostanziale l’impianto.  
In tempi recenti, l’amministrazione regionale ha destinato il palazzo a sede della soprintendenza regionale ai beni culturali. 

## Descrizione
Riccamente decorati sono il loggiato e il porticato: il genere pittorico scelto è quello della grottesca, che godeva di grande favore alla corte sabauda. Alcune ipotesi suggeriscono che siano opera delle maestranze del pittore Giulio Ferrari e delle sue maestranze.